# Yaprakbaşı, Çınar
Yaprakbaşı là một xã thuộc huyện Çınar, tỉnh Diyarbakır, Thổ Nhĩ Kỳ. Dân số thời điểm năm 2008 là 1.626 người.